# Mariage lavande
Un mariage lavande, ou mariage de lavande (de l'anglais lavender marriage), est un mariage de convenance entre un homme et une femme, conclu dans le but de dissimuler l’homosexualité ou la bisexualité de l’un ou des deux époux. Ces unions, généralement motivées par des pressions sociales, familiales ou professionnelles, visent à maintenir une apparence d’hétérosexualité dans des contextes où les sexualités qui sortent de la norme sont stigmatisées ou interdites.

## Historique et origines

### Émergence du terme et premières occurrences
L'expression « lavender marriage » est utilisée dès 1887 dans le roman Mad de James Cyprian Camby Biddle-Cope. Elle apparaît également dans la presse britannique en 1895, où la couleur lavande est associée à l'homosexualité.
La pratique du mariage lavande se popularise au début du XXe siècle, notamment dans l’industrie du cinéma et du divertissement,, en réponse à l'homophobie systémique de l'époque. Ces unions de convenance visaient à offrir une façade hétérosexuelle afin de protéger la vie privée des personnes homosexuelles et d'éviter une stigmatisation sociale et professionnelle. Bien qu’elles aient été particulièrement fréquentes à Hollywood, ces unions existent également dans d’autres milieux très hétéronormatifs, pour répondre à des attentes sociales et familiales.

### Le mariage lavande à Hollywood
La mise en place du code Hays en 1929, ainsi que les clauses morales (morality clauses) imposées par les studios, contraignent les artistes à maintenir une image hétérosexuelle, à une époque où l’homosexualité était considérée comme illégale et immorale.
Le mariage lavande devient alors une stratégie pour les personnes homosexuelles afin de dissimuler leur orientation sexuelle et d'éviter des préjudices professionnels ou sociaux, notamment le blacklisting,. Ces mariages étaient souvent contractés par des célébrités soumises à une forte surveillance médiatique, exposées aux scandales ou aux rumeurs. Ils étaient parfois imposés ou encouragés par les studios eux-mêmes, soucieux de préserver l’image hétérosexuelle de leurs vedettes. Ces unions pouvaient également répondre à des logiques de soutien mutuel et de solidarité au sein de la communauté queer.
Au-delà des acteurs et actrices, la stigmatisation de l’homosexualité touchait aussi les équipes de production, comme l’illustre le cas de Roger Edens, producteur et compositeur, qui conservait la photo de son ex-épouse sur son bureau pour maintenir une apparence de conformité hétérosexuelle.
Plusieurs réseaux de lesbiennes et de femmes bisexuelles, comme les sewing circles, recouraient eux aussi à ces mariages de façade pour afficher publiquement une image conforme aux normes sociales.

### Figures emblématiques
Le mariage non consommé de Jean Acker avec Rudolph Valentino, en 1919, est l'un des premiers mariage lavande d'Hollywood, destiné à dissimuler le lesbianisme de l'actrice.
William Haines, après avoir été déplacardé en 1936, refuse un mariage lavande malgré les injonctions de la MGM. Son cas est souvent présenté comme un acte de résistance : après avoir été sommé par Louis B. Mayer, co-fondateur de la MGM, de conclure un mariage lavande pour masquer sa relation avec Jimmy Shields, Haines refuse et assume publiquement son couple homosexuel, marquant ainsi un refus des injonctions hétéronormatives. Cette décision met fin à sa carrière,.
Ramón Novarro refuse également un mariage lavande, entraînant la fin de son contrat avec la MGM.
Rock Hudson a contracté un mariage lavande avec son agente Phyllis Gates (en) dans les années 1950, sous la pression du studio, pour protéger son image publique.
Le mariage de Barbara Stanwyck avec Robert Taylor est également cité comme un mariage de lavande.

### Conséquences et critiques
Les mariages lavande ont eu tendance à prolonger la marginalisation et la stigmatisation des personnes LGBTQ+ : la condition pour conserver leur célébrité et leur carrière était de dissimuler leur orientation sexuelle pour répondre aux normes sociales dominantes.
Cette pratique a contribué à renforcer les mécanismes de contrôle et de surveillance des sexualités queers, illustrés par les notions de « placard de verre » ou de « placard en béton armé ». Elle s’inscrit dans un système oppressif où l’hétérosexualité était la norme imposée, notamment par les studios hollywoodiens, et où toute visibilité queer était sanctionnée. Le mariage lavande représente une forme de violence symbolique et institutionnalisée, qui a contraint les personnes concernées à se construire des identités publiques en niant leur sexualité et en restreignant leur liberté individuelle.
Cette violence symbolique est aussi visible dans la répression des trajectoires de coming-out : celles et ceux qui, comme William Haines, ont refusé ces mariages de façade et ont assumé publiquement leur couple homosexuel, l'ont souvent fait au prix de leur carrière.

## AuXXIesiècle

### Dans le monde du cinéma
En 2005, Claude J. Summers (en) estime que les mariages lavande seraient toujours pratiqués par certains acteurs et actrices homosexuels à Hollywood : « While female bisexuality and homosexuality are gradually becoming more acceptable in the film world—and sexual identity more of a pressing issue—many queer actresses still fear that openness will damage their careers. The “lavender marriage,” […] is by no means only a relic of the past. »

### En Chine
En Chine, le mariage lavande (« xinghun ») reste une pratique courante chez les personnes LGBTQ+, qui y voient une solution pour répondre aux fortes attentes familiales et à la pression sociale en faveur du mariage hétérosexuel, tout en préservant leur autonomie,. Alternativement, certaines femmes lesbiennes se créent un « petit ami fictif ».
En 2017, Xiaobai Ou (en) et sa compagne Yi Zhi lancent la plateforme iHomo pour aider les hommes gays et les femmes lesbiennes à se rencontrer et à former ces mariages de convenance. Selon Xiaobai, le mariage lavande est une stratégie « plus modérée » (« a relatively moderate approach ») que le coming-out, permettant de satisfaire les attentes familiales et de préserver une forme de liberté individuelle, malgré les contraintes qu’il impose.

### En Inde
En Inde, le mariage lavande reste une réalité persistante, malgré la décriminalisation de l’homosexualité. Ces unions ont pour but d’éviter la stigmatisation et de bénéficier des droits et des avantages légaux, sociaux et financiers liés au mariage. Bien qu’elles ne constituent généralement pas le premier choix des personnes concernées, elles apparaissent souvent comme une solution de dernier recours face aux pressions familiales et sociétales. Les critiques soulignent que ces unions peuvent, cependant, engendrer un climat de méfiance, nuire à l’intimité et causer des souffrances psychologiques en raison des mensonges et de la dissimulation qu'elles impliquent.

### En Malaisie
En Malaisie, le mariage lavande demeure une pratique peu reconnue et taboue, dans une société majoritairement hostile aux personnes homosexuelles et bisexuelles. Ces mariages sont principalement motivés par les pressions familiales, religieuses et sociales, qui imposent une norme hétérosexuelle et la procréation au sein du couple. Les témoignages recueillis par Hanis Nabihah Binti Hizamul-Din et al. montrent que de nombreuses femmes hétérosexuelles découvrent l’orientation homosexuelle ou bisexuelle de leur époux seulement après le mariage, ce qui entraîne de graves répercussions psychologiques et des risques sanitaires (exposition au VIH ou aux IST). Les femmes concernées sont souvent confrontées à un dilemme : subir un mariage marqué par la violence symbolique et la négation de leur sexualité, ou demander le divorce, une démarche qui reste complexe et stigmatisante dans le système juridique malaisien.

### En Ouganda
En Ouganda, le mariage lavande est une stratégie de survie adoptée par certaines personnes LGBTQ+ pour faire face à l’extrême hostilité sociale et juridique à leur égard. Ces mariages de convenance sont organisés via des groupes Facebook, et constituent un compromis dans une société où l’hétérosexualité reste une norme imposée et où l’homosexualité est criminalisée. Ils s’inscrivent dans les espaces virtuels plus larges des « kuchu » (terme local pour désigner les personnes LGBTQ+), qui combinent la recherche de partenaires, le militantisme et les stratégies de survie (y compris le travail du sexe). Ces espaces virtuels créent des formes de solidarité et de soutien, mais exposent les utilisateurs à des risques de chantage, de violence et d’exploitation économique.

### Phénomène social et médiatique de réappropriation contemporaine
Le mariage lavande a connu une réappropriation en 2024-2025, notamment au sein de la génération Z,,, : il serait désormais envisagé par certains jeunes adultes comme une solution volontaire et pragmatique pour répondre à leurs difficultés économiques et aux attentes de la vie conjugale,,. Cette pratique est popularisée par des discussions en ligne, notamment sur TikTok, où le hashtag #lavendermarriage rassemble des millions de vues,,.
Les motivations de cette réappropriation contemporaine sont multiples. Les mariages lavande modernes sont perçus par certains jeunes comme une façon de partager les responsabilités financières (logement, impôts, etc.), de se libérer des attentes liées au couple romantique traditionnel et des pressions exercées par les normes patriarcales,,. Pour certaines femmes, ces unions représentent aussi un moyen de se protéger des violences conjugales ou du sexisme ordinaire,. Dans ce contexte, le mariage lavande est envisagé comme une forme de solidarité et de soutien mutuel, contrastant avec l’isolement souvent associé à la vie de célibataire,,.
Selon l’influenceur Robbie Scott, qui a contribué à populariser cette forme de mariage sur TikTok, il s’agit avant tout d’une manière de contourner un système qui privilégie les couples hétérosexuels et de revendiquer un mode de vie alternatif, affranchi des injonctions au couple amoureux,.
Cette réappropriation reste cependant un phénomène minoritaire. Les mariages lavande contemporains demeurent marginaux et suscitent des débats critiques : certains y voient un compromis qui reproduit indirectement les normes sociales qu’il entend contourner. De plus, en France, le mariage blanc est illégal et sanctionné.

### Dans les arts
Le mariage lavande est exploré au XXIe siècle à travers les arts et les productions culturelles, notamment dans le cinéma et la littérature. Par exemple, le remake du film The Wedding Banquet (2025) met en lumière les choix et les tensions liés au mariage lavande, révélant sa dimension à la fois protectrice et contraignante.
Dans le cinéma bollywoodien contemporain, le mariage lavande est représenté comme une réponse aux pressions familiales et à l’homophobie persistante. Dans Badhaai Do (en) (2022), un homme homosexuel et une femme lesbienne contractent un mariage lavande pour satisfaire les attentes de leurs familles respectives. Leur union est explicitement décrite comme un compromis : « And then we can live in peace. Live freely, together, like roommates. » De même, Shubh Mangal Zyada Saavdhan (2020) met en scène un mariage de façade entre un homme homosexuel et une femme qui souhaite échapper à un mariage hétérosexuel forcé. Ces représentations cinématographiques témoignent de la persistance de la stigmatisation en Inde et de la fonction de ces mariages comme stratégie de survie sociale.
La littérature indienne contemporaine aborde également ce thème, comme dans la nouvelle The Large Girl de Mridula Koshy (en). Le récit met en scène une protagoniste lesbienne qui cède à un mariage hétérosexuel pour préserver son statut social et éviter l’ostracisme. Ce mariage lavande est directement lié, dans le texte, à la notion d’hétérosexualité obligatoire (compulsory heterosexuality), qui force les femmes à réprimer leur sexualité et à se conformer aux normes genrées dominantes.